# El Diablo – Tren de la Mina
El Diablo – Tren de la Mina in PortAventura (Salou, Katalonien, Spanien) ist eine hybride Stahlachterbahn vom Modell Mine Train des Herstellers Arrow Dynamics, die am 2. Mai 1995 eröffnet wurde.
Die 1007,7 m lange Minenachterbahn erreicht eine Höhe von 16,5 m und verfügt über drei Kettenlifthills mit 16,2 m, 11,3 m und 16,5 m Höhe. Die Fahrzeit beträgt ca. 3:10 Minuten. Es ist die einzige Minenachterbahn des Herstellers in Europa.

## Züge
El Diablo – Tren de la Mina besitzt Züge mit jeweils sechs Wagen. In jedem Wagen können sechs Personen (drei Reihen à zwei Personen) Platz nehmen.